# Pierre Séguier

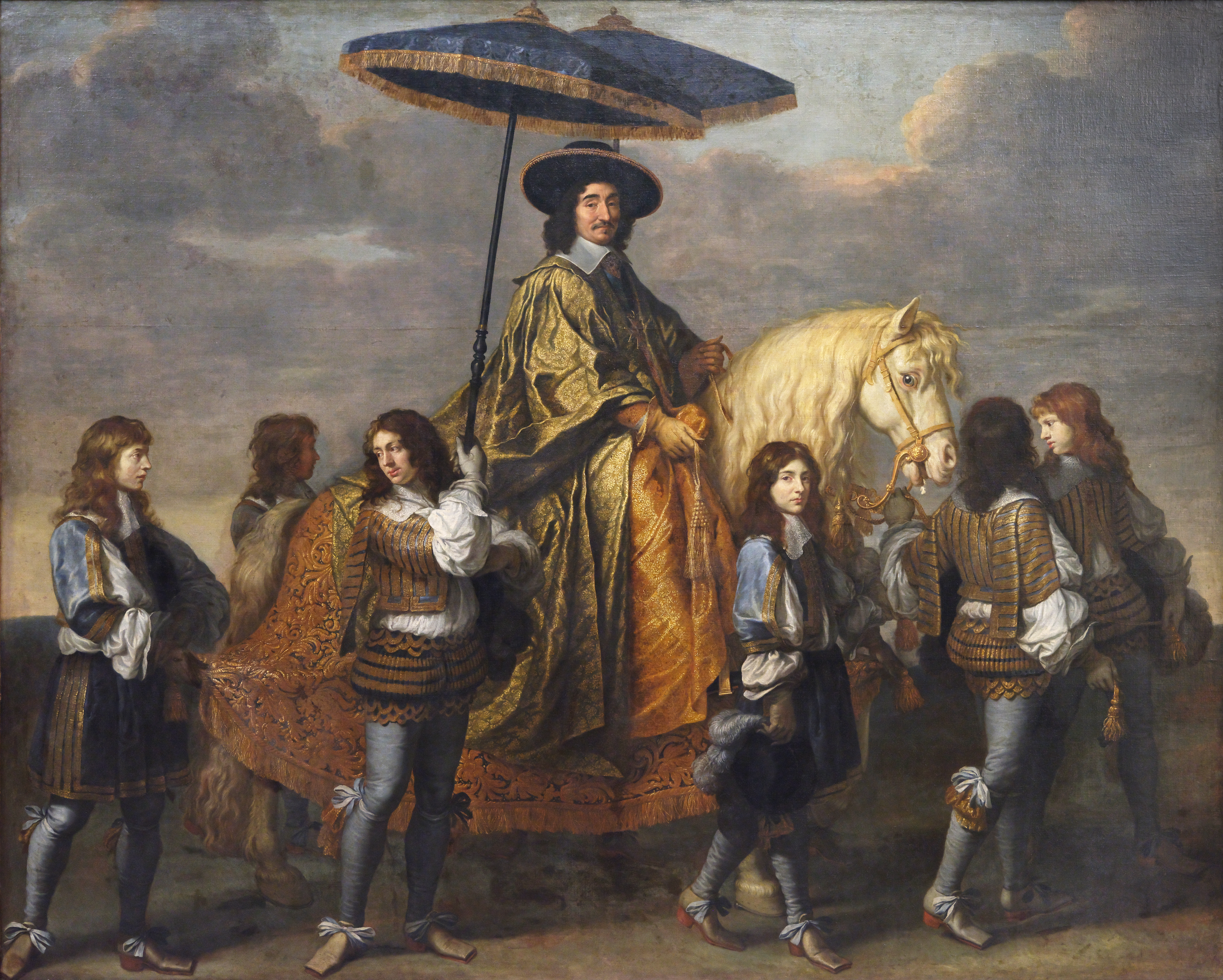
Pierre Séguier rider in i Paris, i sällskap med Ludvig XIV av Frankrike, 1660. Målning av Charles Le Brun.

Pierre Séguier, född 28 maj 1588 i Paris, död 28 januari 1672 i Saint-Germain-en-Laye, var en fransk politiker. Han var Frankrikes kansler från 1632 och deltog i grundandet av Franska akademien.

## Biografi
Séguier tillhörde en släkt av framstående jurister och politiker. Farfadern, med samma namn, var président à mortier i Paris parlament, och fadern Jean Séguier, var seigneur d'Autry. Eftersom fadern dog när han var liten, växte han upp hos sin farbror, som var président à mortier i Paris som farfadern. År 1624 efterträdde han sin farbror i parlamentet och kvarblev i den befattningen i nio år.
Under tiden i parlamentet kom Séguier att åtnjuta Richelieus förtroende, och blev 1633 storsigillbevarare (Garde des Sceaux) och 1635 tillika kansler. Han var en av dem som med förbigående av Ludvig XIII:s testamente överlämnade förmyndarregeringen åt änkedrottning Anna. 
Fastän Séguier var en nitisk anhängare av hovpartiet under fronden måste han avstå från sin värdighet som storsigillbevarare. Han återfick den likväl redan 1656 och presiderade i den domstol som dömde Fouquet. 
Sedan Jean-Baptiste Colbert kommit till makten och Mazarin dött, spelade Séguier en företrädesvis passiv roll inom administrationen, men 1666 ingick han i en kommission som reformerade Paris polisväsen. 
Han var en av stiftarna av Franska akademien, och blev dess beskyddare efter Richelieus död.